# Futsal Villorba
Il Futsal Villorba è una squadra italiana di calcio a 5 con sede a Villorba, in provincia di Treviso. Milita in Serie A2, terza serie del campionato italiano di Calcio a 5. Fondato nel 2002, disputa le proprie partite casalinghe al Palateatro di Villorba. Nella stagione 2024-2025 vince per la prima volta la Coppa Italia di Serie B.

## Storia
La società è stata fondata nel 2002 e per le prime cinque stagioni milita nei campionati regionali di Serie D, C2 e C1, vincendo nel 2003, nel 2005 e nel 2007 le rispettive categorie. Al termine della stagione 2006-07 i gialloblù sono promossi in Serie B e quindi nei campionati nazionali di calcio a 5 ai quali partecipano tuttora per la 16ª stagione consecutiva. Dopo 4 anni di Serie B, nella stagione 2010-11 il Villorba centra la vittoria del proprio girone di campionato all'ultima giornata, avversaria la Came Dosson davanti a un Palateatro esaurito, nel testa a testa con la New Team. Le stagioni in Serie A2 saranno due, con la seconda conclusa con la retrocessione in B dopo i play-out di Cornaredo contro il Toniolo Milano ma nel contempo con la consapevolezza di aver messo le basi, con tantissimi giovani in rosa, per costruire la squadra del futuro. Saranno cinque le stagioni in Serie B in quattro delle quali la squadra raggiunge i play-off, sfiorando per due volte la promozione diretta nel 2014-15 e 2016-17. Il 26 maggio 2018 a Reggio Emilia, con al seguito un centinaio di sostenitori, la netta vittoria per 7-1 sull'Olimpia Regium riconsegnava la Serie A2 al Futsal Villorba. Nella seconda categoria nazionale il Futsal Villorba ottiene due settimi posti, un nono posto e la sesta posizione nel 2021-22. Dopo la retrocessione della stagione 2023-2024, i gialloblù riescono a conquistare il "double" nella stagione successiva, vincendo il girone B della Serie B, ma anche conquistando per la prima volta nella storia la Coppa Italia di Serie B, battendo per 6-3 il Marsala Futsal nella finale di Jesi.

## Cronistoria
| Cronistoria del Futsal Villorba |
| --- |
| - 2002 · Fondazione del Futsal Villorba. - 2002-03 · 2ª in Serie D Veneto. Promossa in Serie C2. Vince i play-off promozione. - 2003-04 · 8ª nel girone D di Serie C2 Veneto. - 2004-05 · 1ª nel girone D di Serie C2 Veneto. Promossa in Serie C1. - 2005-06 · 2ª in Serie C1 Veneto. - 2006-07 · 1ª in Serie C1 Veneto. Promossa in Serie B. Vincitrice della Coppa Italia regionale (1º titolo). Semifinalista della fase nazionale della Coppa Italia regionale. - 2007-08 · 4ª nel girone B della Serie B. 1ª fase di Coppa Italia di Serie B. - 2008-09 · 3ª nel girone B della Serie B. Quarti di finale play-off promozione. Sedicesimi di finale di Coppa Italia di Serie B. - 2009-10 · 6ª nel girone B della Serie B. 1ª fase di Coppa Italia di Serie B. - 2010-11 · 1ª nel girone B della Serie B. Promossa in Serie A2. 1ª fase di Coppa Italia di Serie B. - 2011-12 · 7ª nel girone A di Serie A2. - 2012-13 · 11ª nel girone A di Serie A2. Retrocessa in Serie B. Sconfitta ai play-out. - 2013-14 · 5ª nel girone B della Serie B. 1º turno play-off promozione. - 2014-15 · 3ª nel girone C di Serie B. Quarti di finale play-off promozione. 1ª fase di Coppa Italia di Serie B. - 2015-16 · 5ª nel girone C di Serie B. - 2016-17 · 2ª nel girone B di Serie B. Quarti di finale play-off promozione. Ottavi di finale di Coppa Italia di Serie B. - 2017-18 · 3ª nel girone B di Serie B. Promossa in Serie A2. Vince i play-off promozione. 2º turno di Coppa Italia di Serie B. 3º turno di Coppa della Divisione. - 2018-19 · 7ª nel girone A di Serie A2. 1º turno di Coppa Italia di Serie A2. 1º turno di Coppa della Divisione. - 2019-20 · 7ª nel girone A di Serie A2. 1º turno di Coppa della Divisione. - 2020-21 · 9ª nel girone A di Serie A2. - 2021-22 · 6ª nel girone A di Serie A2. - 2022-23 · 14ª nel girone A di Serie A2. Trentaduesimi di finale di Coppa della Divisione. - 2023-24 · 11ª nel girone B di Serie A2. Retrocessa in Serie B. Ottavi di finale di Coppa della Divisione. - 2024-25 · 1ª nel girone B di Serie B. Promossa in Serie A2. Vince la Coppa Italia di Serie B (1º titolo). Sedicesimi di finale di Coppa della Divisione. |

## Statistiche e record
| Livello | Categoria | Partecipazioni | Debutto   | Ultima stagione |
| ------- | --------- | -------------- | --------- | --------------- |
| 2º      | Serie A2  | 7              | 2011-2012 | 2023-2024       |
| 3º      | Serie B   | 9              | 2007-2008 | 2024-2025       |
| 4º      | Serie C1  | 2              | 2005-2006 | 2006-2007       |
| 5º      | Serie C2  | 2              | 2003-2004 | 2004-2005       |
| 6º      | Serie D   | 1              | 2002-2003 | 2002-2003       |

## Palmarès
- Serie B 2010-2011
- Serie B 2024-2025
- Coppa Italia Serie B 2024-2025

## Allenatori
- 2002-2007 ·  Gianluca Ghirardo
- 2007-2008 ·  Luigi Regondi
- 2008-2010 ·  Alessandro Peruzzetto
- 2010-2015 ·  Michele Frizziero
- 2015-2016 ·  Mirko Terzariol
- 2016-2018 ·  Luigi Regondi
- 2018-2022 ·  Alessandro De Martin
- 2022- ·  Giuliano Da Silva